# Raorchestes menglaensis
Espèce
Synonymes
- Philautus menglaensis Kou, 1990
- Pseudophilautus menglaensis Kou, 1990

Statut de conservation UICN

 LC  : Préoccupation mineure
Raorchestes menglaensis  est une espèce d'amphibiens de la famille des Rhacophoridae.

## Répartition
Cette espèce est endémique du xian de Mengla dans la province du Yunnan en Chine. Elle se rencontre à environ 900 m d'altitude,. 
Sa présence est incertaine au Laos.

## Étymologie
Son nom d'espèce, composé de mengla et du suffixe latin -ensis, « qui vit dans, qui habite », lui a été donné en référence au lieu de sa découverte, le xian de Mengla.

## Publication originale
- Kou, 1990 : A new species of genus Philautus (Amphibia:Rhacophoridae) from Yunnan, China. From Water onto Land. A volume Issued to Commemorate the Ninetieth Birthday of the Late Professor Liu Cheng-zhao. China Forestry Press, Beijing, p. 210-212.